# Shaku
Le shaku est une ancienne unité de mesure de longueur d'origine chinoise, utilisée aussi au Japon et en Corée. Désignant la longueur de l'avant-bras, et quelquefois appelé « pied », il en existe différentes définitions selon les métiers où il est employé (architecture, couture, durée de film, surface de rizières, etc.) et différentes appellations (grand shaku-Taishaku, petit shaku-koshaku,,shaku officiel,etc.). Sa longueur a aussi évolué à la hausse au fil du temps. L'une des mesures standard est de 30 cm environ.
Le shaku est divisé en dixièmes, sun, eux-mêmes subdivisés en bu.